# Presidente del Togo
I presidenti del Togo dal 1960 (data di indipendenza dell'allora Togoland francese dalla Francia) ad oggi sono i seguenti.

## Lista
| Presidente | Presidente | Presidente                                       | Partito                                                      | Elezione                     | Mandato          | Mandato          |
| Presidente | Presidente | Presidente                                       | Partito                                                      | Elezione                     | Inizio           | Fine             |
| ---------- | ---------- | ------------------------------------------------ | ------------------------------------------------------------ | ---------------------------- | ---------------- | ---------------- |
|            |            | Sylvanus Olympio                                 | Comitato dell'Unità Togolese                                 | 1961                         | 27 aprile 1960   | 13 gennaio 1963  |
|            |            | Emmanuel Bodjollé                                | Militare                                                     | A seguito di colpo di Stato  | 13 gennaio 1963  | 15 gennaio 1963  |
|            |            | Nicolas Grunitzky                                | Partito Togolese del Progresso                               | 1963                         | 16 gennaio 1963  | 13 gennaio 1967  |
|            |            | Kléber Dadjo                                     | Militare                                                     | A seguito di colpo di Stato  | 14 gennaio 1967  | 14 aprile 1967   |
|            |            | Étienne Eyadéma Noto Gnassingbé Eyadéma dal 1969 | Militare, Raggruppamento del Popolo Togolese                 | 1979, 1986, 1993, 1998, 2003 | 14 aprile 1967   | 5 febbraio 2005  |
|            |            | Faure Gnassingbé                                 | Raggruppamento del Popolo Togolese                           | Ad interim                   | 5 febbraio 2005  | 25 febbraio 2005 |
|            |            | Bonfoh Abass                                     | Raggruppamento del Popolo Togolese                           | Ad interim                   | 25 febbraio 2005 | 4 maggio 2005    |
|            |            | Faure Gnassingbé                                 | Raggruppamento del Popolo Togolese/ Unione per la Repubblica | 2005, 2010, 2015, 2020       | 4 maggio 2005    | in carica        |